# 絕世好工
《絕世好工》，新加坡新傳媒私人有限公司時裝電視劇，由吳岱融、陳泓宇、张振煊、欧萱、林慧玲及方偉傑領銜主演，監製為梁來玲。

## 故事特色
• 2016年年中重頭劇《絕世好工》由背後故事人李綺華和孫浩浩策劃。
• 新手奶爸爸陳泓宇事業、愛情兩得意，此劇是他在《紅星大獎2015》拿下視帝后的首部拍摄的新作品，挑戰讓觀衆又愛又恨的角色；
• 歐萱則在此劇飾演外剛内柔的女強人角色。
• 此劇也是資深演員吳岱融繼80年代劇《人在旅途》、《盜日英雄傳》等經典電視劇后，時隔29年回歸本地劇。

## 故事概要
剧情主要讲述园艺花卉集团老板张庆东（吴岱融饰）举办了“绝世好工”，希望可以从中招聘“子女”，帮他打理生意。这份优差吸引不少人前来应征，负责招聘的律师李俊风（陈泓宇饰）最后选择了投资失利的金融顾问程卉杉（欧萱饰）为庆东的大女儿、女护士江欣雅（林慧玲饰）为庆东的二女儿和特约演员林梓杰（方伟杰饰）为庆东的小儿子。三人后来发现“爸爸”还有一个养子张立行（张振寰饰）；为了钱，大家表面和谐，背地里暗自较劲，希望可以得到庆东的奖励金。
年轻时的庆东因喜欢上爱花的李紫芸，也喜欢花，并为她建立紫园。可惜婚后与王碧芝（陈丽贞饰）及林美兰（潘玲玲饰）有外遇，伤透了身边的女人，导致他们一个个带着孩子离开自己。庆东因身患顽疾，得知自己时日无多，想要在最后的人生和孩子度过，于是他想出了“绝世好工”，希望可以找回自己的孩子。后来经过证实，卉杉和梓杰是庆东的二女儿和小儿子，而欣雅证实了不是庆东的孩子后，摇身一变，变成了庆东的私人看护，但却引来了庆东依旧风流的谣言。庆东最希望的，还是可以找回自己和原配李紫芸所生的大儿子—张俊枫。当年怀有第二胎的紫芸因碧芝刻意阻拦庆东，导致庆东无法及时把紫芸送去医院，最终流产。紫芸对庆东彻底死心，带着俊枫到国外生活。但在国外生活的她郁郁寡欢，最终跳楼自杀。而庆东也因为这件事而与碧芝闹翻。
庆东万万没想到，当初负责“绝世好工”招聘活动的律师李俊风竟然是自己遍寻不获的大儿子！俊风认为是因为庆东的风流才会造成母亲的死，于是在长大后改名换姓，从国外回来，并接近庆东，替母亲报仇。俊风有时帮助梓杰，有时又对欣雅特别地好，让人摸不透他的行为，但其实他们都是俊风的“棋子”。俊风之所以会帮助庆东找回他的子女，是为了要让他的子女回到他的身边，再离开他，好让他尝一尝失去亲人的滋味。俊风有一个交往多年的女朋友—陈依晴（沈惠怡饰），两人原本已经到了谈婚论嫁的地步，但后来俊风竟跟欣雅日久生情。依晴得知这件事后，她才猛然发现自己并非想象中冷静理性,也惊觉自己爱俊风比自己想象中要来得深。依晴忍受不了被俊风背叛,决定跟俊风分手,也投向了庆东花圃最大对手的旗下,要向背叛她的人报复……

## 演員陣容

### 主要演員
| 演员   | 角色              | 介绍 |
| 吳岱融 | 張慶東            | 62嵗，紫园老板，自小富裕，从未吃过苦。因喜欢上爱花的李紫芸而喜欢花，并为她建立紫园。可惜婚后与王碧芝及林美兰有外遇，因此伤了三个女人的心，而她们都先后带着子女离开他。是精明的生意人，但年纪越大，处事越有一点小孩子习性，会不按牌理出牌，为了寻回几名子女，但又担心有人贪图他的家财，所以想出了《绝世好工》的招聘计划,把子女找回来，只是没想到替他执行计划的俊风就是他遍寻不获的大儿子。於25集逝世。 |
| 陳泓宇 | 李俊風 （張俊枫） | 35嵗，律师（商业事务），成熟干练，心思慎密，冷静机智，城府极深。儿时家庭幸福，获父母疼爱，跟父亲养子立行是同母异父的兄弟，却手足情深。但母亲因为父亲风流成性而痛苦不已，甚至因而流产，最后带着他离家远赴国外生活，郁郁而终。对庆东怨恨极深，回国后特地到庆东身边帮忙，欲进行报复，夺回属于母亲的一切。最後，他聽從欣雅，學習放下仇恨，不再報復。                                                      |
| 张振煊 | 張立行            | 33嵗，紫园老板张庆东养子，协助庆东打理花圃多年。7岁那年为救卉杉而被重物砸伤，导致右耳听力受损，之后慢慢恶化，变成右耳永久失聪。立行乐观以对，但免不了自卑。跟比他大两岁的俊风一同长大，比亲兄弟还亲。 但是, 一次谎言导致养母带着俊风离去。经常告诫自己不要再说谎。知道养父庆东“聘请子女”的目的后，全力配合，在卉杉和梓杰搬进来后，努力扮演好大哥的角色，没想到卉杉会在过程中，喜欢上自己。            |
| 歐萱   | 程卉杉            | 30嵗，紫园老板张庆东二女儿，金融投资顾问。外表独立好胜、干练硬朗的女强人，心思细密，目标为本，出手快而准，但其实她是外刚内柔，怕黑、怕寂寞、怕孤独, 总是无法做出最狠辣的一击。接受“绝世好工”后，非常努力扮演好“女儿”的角色，与立行多方合作，慢慢接触后，卉杉发现自己被立行的善良、憨厚打动。 |
| 林慧玲 | 江欣雅            | 28嵗，紫园老板张庆东的私人看护。善良、可亲，对人人都非常有礼貌，很热情热心的甜姐儿，但正因为太热情，反而让人觉得她很假，很虚伪。中学毕业后修读护士课程，在一次特殊的情况下，救了心脏病发的庆东，先是成了庆东的“女儿”，后来变成看护。在外人眼中，总觉得她跟老板的关系有点暧昧。之後接受“絕世好工”。 |
| 方偉傑 | 林梓杰 （Uzen）   | 25嵗，张庆东三子，被宠坏的「妈宝」（Mummy's boy），自我中心，自恋自信，不负责任，我行我素。自小无心向学，读书不成，女友换完一个又一个，他自恋爱美，喜作韩式时尚打扮，凭着俊朗外表与一点小聪明，游走于模特儿界，并在电影、电视剧中饰演小角色。他把「外表」视为人生最重要，经营塑造外壳，希望有朝一日明星梦能成真，大红大紫。之後接受“絕世好工”。                                                       |

### 其他角色
| 演员     | 角色               | 介绍 |
| 陳麗貞   | 王碧芝             | 52嵗，性格自私、擅于计算、心机重、没安全感。多年以来都一直教导女儿卉杉，男人只是投资的其中一项，凡事都要靠自己，但没想到这反而害苦了自己的女儿。 |
| 潘玲玲   | 林美蘭             | 46嵗，梓杰生母，乐观开朗、潇洒豁达、看似大大咧咧、不拘小节，其实外柔内刚，细腻敏感，有敢于豁出去的硬性子。为了儿子可以不惜一切。 |
| 洪凌     | 潘晓雪             | 21嵗，大学生，紫园兼职职员，性格独立硬朗，有时甚至会给人有点酷的感觉，父母经商移居海外，她却独自留在新加坡读大学，自理能力甚强，但也拥有一般90后自我中心，不太理人感受的通病，和梓杰只是一对欢喜冤家，常常因为一些小事吵闹。因为一部微电影和一夜情，梓杰对晓雪产生了感觉。 |
| 陳羅密歐 | Tim Goh （吳康順） | 30嵗，金融投资顾问，卉杉前男友。外表英俊高大，温柔体贴，口才好，很会哄女孩子，反应快，有小聪明。与卉杉在公司认识，后来交往，对卉杉付出过感情，还与卉杉见过碧芝，但被碧芝嫌弃。                                                                                             |
| 沈惠怡   | 陳依晴             | 30嵗，俊风女朋友，富家千金，室内设计师。一生无忧无虑，注重生活品质，对人对己要求甚高。俊风对她分手后，依晴就开始向他报仇。对他身边的人下手... |
| 黄炯耀   | 梁永強             | 45嵗，紫园餐厅大厨兼经理，是庆东的表弟。 |
| 羅美儀   | 邱欣靈             | 24嵗，欣雅亲妹妹。母亲死后，舅舅舅母只留下8岁的姐姐欣雅，把欣灵送给邱家收养。性格阳光、开朗、有话直说、喜欢运动与唱歌跳舞，成绩不错还考上大学。虽然分开，但一直记着姐姐欣雅。在第二十八集被从高处跌落的花瓶砸到头。最后在医院不幸逝世。                                    |
| 王冠逸   | 邱致穎             | 27嵗，欣靈親哥哥，終日墮入黑道，喜歡欣雅。 |
| 陳天文   | 張明德             | 58嵗，立行的亲生父亲，庆东远房亲戚。 |

## 電視劇歌曲
| 曲別   | 歌名                              | 演唱者         | 作詞                           | 作曲                           | 编曲   | 制作人 | 提供                 |
| 主题曲 | 年輪                              | 林倛玉、石欣卉 | 樂聲                           | 鄧碧源                         | 鄧碧源 | 麥如麗 | Mediacorp Audio Post |
| 插曲   | 從彼此的世界路過                  | 樂聲           | 樂聲                           | 鄧碧源                         | 鄧碧源 | 麥如麗 | Mediacorp Audio Post |
| 插曲   | 學會                              | 鄭可為         | 樂聲                           | 鄧碧源                         | 鄧碧源 | 麥如麗 | Mediacorp Audio Post |
| 歌曲   | 假裝不了 (本是《愛上哥們》的插曲) | 何維健         | 小寒                           | 何維健、唐達                   | 無     | 無     | 華納音樂新加坡       |
| 歌曲   | 相思河畔                          | 吳惠冰         | Chris, Babida、Cheng, Kok-Kong | Chris, Babida、Cheng, Kok-Kong | 鄧碧源 | 麥如麗 | Mediacorp Audio Post |

## 記事
- 2015年12月7日：方偉傑、沈惠怡為此劇試造型。[1][2]
- 2015年12月9日：歐萱、陳羅密歐為此劇試造型。[3][4]
- 2015年12月11日：陳泓宇、洪凌為此劇試造型。[5][6]
- 2015年12月18日：林慧玲、羅美儀為此劇試造型。[7]
- 2015年12月26日：吳岱融為此劇試造型。[8]
- 2015年12月27日：此劇正式開拍第一天。
- 2016年1月2日：此劇確定開拍，初步敲定的演員是陳泓宇、歐萱、林慧玲、張振寰、陳羅密歐、沈惠怡、方偉傑、吳岱融、陳天文、王冠逸、潘玲玲及洪凌。[9]
- 2016年1月26日：此劇舉行媒體見面會，出席演員有吳岱融、陳泓宇、歐萱、林慧玲、張振寰、方偉傑、潘玲玲、陳麗貞、陳羅密歐、沈惠怡、洪凌、黃炯燿、羅美儀及陳天文。[10][11][12]
- 2016年3月18日：此劇飛往澳大利亞珀斯拍攝，出席演員有陳泓宇、歐萱、林慧玲及張振寰，Toggle獨家追蹤報道。[13][14][15][16][17][18][19][20][21][22]
- 2016年3月28日：此劇拍攝張立行（張振寰飾）與程卉杉（歐萱飾）的婚禮。[23][24]
- 2016年4月：此劇正式殺青。
- 2016年6月19日：此劇配合5頻道父親節活動，在新加坡體育城OCBC Square舉行演員見面會，出席演員有陳羅密歐、洪凌、陳天文及黃炯燿。
- 2016年6月21日：此劇在史丹福瑞士酒店舉行媒體招待會，出席演員有吳岱融、陳泓宇、林慧玲、方偉傑、陳羅密歐、陳麗貞、潘玲玲、陳天文、沈惠怡、羅美儀及洪凌。歐萱、張振寰分別因放假及在馬來西亞拍攝《法網天后》而無奈缺席。[25][26][27][28][29][30]
- 2016年6月21日：此劇預告片在8頻道面簿、YouTube上載。
- 2016年6月25日：此劇在Changi City Point舉行粉絲見面會，出席演員有陳泓宇、林慧玲、陳羅密歐、沈惠怡、方偉傑、羅美儀、洪凌、陳麗貞、陳天文及黃炯燿。
- 2016年6月28日：此劇於17:00在馬來西亞Astro雙星海外首播，馬來西亞觀眾優先看。
- 2016年6月28日：此劇於21:00在新加坡新傳媒8頻道首播。
- 2017年7月27日：此劇於18:00在馬來西亞Ntv7 隆重启播。

## 軼事
- 此劇是陳麗貞、潘玲玲繼《人海孤鴻》、《心網追兇》、《那一年我們淋著雨》、“Mata Mata: A New Era”后，再度合作。
- 此劇是歐萱、張振寰繼《跳浪》、《球在你腳下》后，再度飾演情侶。
- 此劇是《紅星大獎2015》視帝視后陳泓宇、林慧玲繼《志在四方》后，再度飾演情侶。
- 劇中主要演員陳泓宇、張振寰、歐萱、林慧玲、方偉傑、陳羅密歐、丁翊、杨峻毅曾携手演出《信約：我們的家園》，当时陳泓宇與歐萱飾演夫妻，跟張振寰是情敵，也跟陳羅密歐是前情敵兼舅舅、外甥；林慧玲與方偉傑飾演姐弟，跟陳羅密歐飾演情侶；丁翊与杨峻毅饰演兄弟。
- 此劇是方偉傑 ，林慧玲，潘玲玲，  洪凌繼《真探》后，再度合作。
- 此劇是吳岱融 續《盜日英雄傳》後距離時隔29年  再度回歸新傳媒（前新加波廣播局）拍攝的華語電視劇.

## 评论
不少网友针对林梓杰和潘晓雪床戏在洪凌的社交媒体上留言批评她的演技不到位，方伟杰的粉丝则不满他和洪凌拍床戏。洪凌在为《回家》试造型时表示有看到留言，她也会反省，让自己更进步，但不会因此停止与男艺人拍亲密戏。针对她外形的人身攻击和“别动我的Ian”类似评论，她早已看淡。
Toggle记者Joanna Goh为以往的电视剧作出评论，并认为《绝世好工》是“情节剧教母”。她认为，此剧比其他“麻酱”（指韩剧里离谱的故事情节）剧还要“麻酱”。

## 註明
1. ↑  张思嘉. . Toggle. 2015年12月8日  [2016年6月27日]. （原始内容存档于2017年8月20日）.
2. ↑  张思嘉. . Toggle. 2015年12月8日  [2016年6月27日]. （原始内容存档于2016年1月13日） （英语）.
3. ↑  张思嘉. . Toggle. 2015年12月10日  [2016年6月27日]. （原始内容存档于2017年8月18日）.
4. ↑  张思嘉. . Toggle. 2015年12月11日  [2016年6月27日]. （原始内容存档于2016年7月23日） （英语）.
5. ↑  邓永君. . Toggle. 2015年12月12日  [2016年6月27日]. （原始内容存档于2017年9月10日）.
6. ↑  . Toggle. 2015年12月12日  [2016年6月27日]. （原始内容存档于2017年7月9日） （英语）.
7. ↑  邓永君. . Toggle. 2015年12月19日  [2016年6月27日]. （原始内容存档于2017年8月18日）.
8. ↑  陈祎婷. . Toggle. 2015年12月27日  [2016年6月27日]. （原始内容存档于2017年3月5日）.
9. ↑  .   [2016-06-27]. （原始内容存档于2017-07-09）.
10. ↑  . 今日報. 2016年1月26日  [2016年6月27日]. （原始内容存档于2020年5月17日） （英语）.
11. ↑  张思嘉. . Toggle. 2016年1月27日  [2016年6月27日]. （原始内容存档于2017年12月4日）.
12. ↑  . Toggle. 2016年1月28日  [2016年6月27日]. （原始内容存档于2016年7月4日） （英语）.
13. ↑  . Toggle. 2016年3月18日  [2016年6月27日]. （原始内容存档于2017年3月5日） （英语）.
14. ↑  . Toggle. 2016年3月23日  [2016年6月27日]. （原始内容存档于2017年3月5日）.
15. ↑  . Toggle. 2016年5月20日  [2016年6月23日]. （原始内容存档于2017年5月9日） （英语）.
16. ↑  . Toggle. 2016年5月27日  [2016年6月23日]. （原始内容存档于2016年8月29日） （英语）.
17. ↑  . Toggle. 2016年6月3日  [2016年6月23日]. （原始内容存档于2017年10月24日） （英语）.
18. ↑  . Toggle. 2016年6月10日  [2016年6月23日]. （原始内容存档于2017年3月5日） （英语）.
19. ↑  陈佳怡. . Toggle. 2016年6月28日  [2016年6月28日]. （原始内容存档于2017年3月5日）.
20. ↑  . Toggle. 2016年7月21日  [2016年7月21日]. （原始内容存档于2017年3月5日）.
21. ↑  . Toggle. 2016年7月29日  [2016年8月4日]. （原始内容存档于2017年3月5日） （英语）.
22. ↑  . Toggle. 2016年8月3日  [2016年8月4日]. （原始内容存档于2017年3月5日）.
23. ↑  陈祎婷. . Toggle. 2016年3月29日  [2016年6月27日]. （原始内容存档于2017年3月5日）.
24. ↑  . Toggle. 2016年3月29日  [2016年6月27日]. （原始内容存档于2016年5月30日） （英语）.
25. ↑  . 今日報. 2016年6月21日  [2016年6月23日]. （原始内容存档于2020年8月8日） （英语）.
26. ↑  . 今日報. 2016年6月22日  [2016年6月23日]. （原始内容存档于2020年8月8日） （英语）.
27. ↑  曾琬瑜. . Toggle. 2016年6月22日  [2016年6月27日]. （原始内容存档于2017年3月5日）.
28. ↑  . Toggle. 2016年6月23日  [2016年6月27日]. （原始内容存档于2017年3月5日） （英语）.
29. ↑  李妙音. . My Paper 我报. 2016年6月23日  [2016年6月27日]. （原始内容存档于2016年6月24日）.
30. ↑  . 今日報. 2016年6月23日  [2016年6月27日]. （原始内容存档于2020年5月17日） （英语）.
31. ↑  曾琬瑜. . Toggle. 2016年8月2日  [2016年8月3日]. （原始内容存档于2016年9月18日）.
32. ↑  . Toggle. 2016年8月2日  [2016年8月3日]. （原始内容存档于2016年9月17日） （英语）.
33. ↑  . Toggle. 2016年8月8日  [2016年8月8日]. （原始内容存档于2016年9月19日） （英语）.

## 電視節目的變遷
| 新加坡 新傳媒8頻道 星期一至五 21:00 - 22:00 | 新加坡 新傳媒8頻道 星期一至五 21:00 - 22:00 | 新加坡 新傳媒8頻道 星期一至五 21:00 - 22:00 |
| ------------------------------------------- | ------------------------------------------- | ------------------------------------------- |
|                                             | 絕世好工 （2016.06.28 - 2016.08.08）        |                                             |
| 十年…你还好吗？ （2016.05.31 - 2016.06.27） | 來自水星的男人 （2016.08.09 - 2016.09.05）  |                                             |
| 星期一至五 17:30 - 18:30（重播）            |                                             |                                             |
| 你也可以是天使2 （2017.07.20 - 2017.08.17） | 絕世好工 （2017.08.18 - 2017.09.28）        | 警徽天职4 （2017.09.29 - 2017.10.26）       |
| 星期六至日 16:30 - 18:30（重播）            |                                             |                                             |
| 幸福料理 （2019.04.13 - 2019.05.26）        | 絕世好工 （2019.06.01 - 2019.07.21）        | 美味下半场 （2019.07.27 - 2019.08.31）      |
| 星期六至日 07:30 - 9:00（重播）             |                                             |                                             |
| 爱的掌门人 （2021.06.05 - 2021.07.24）      | 絕世好工 （2021.07.25 - 2021.09.12）        | 我们一定行！ （2021.09.18 - 2021.10.17）    |

| 马来西亚 Astro双星、Astro双星HD 星期一至五 17:00 - 18:00 | 马来西亚 Astro双星、Astro双星HD 星期一至五 17:00 - 18:00 | 马来西亚 Astro双星、Astro双星HD 星期一至五 17:00 - 18:00 |
| -------------------------------------------------------- | -------------------------------------------------------- | -------------------------------------------------------- |
|                                                          | 絕世好工 （2016.06.28 - 2016.08.08）                     |                                                          |
| 衝鋒 （2016.06.09 - 2016.06.27）                         | 來自水星的男人 （2016.08.09 - 2016.09.05）               |                                                          |

| 马来西亚 Astro AEC、Astro AEC HD 星期一至五 20:30 - 21:30 2017年1月30日至2月3日逢農曆新年暂停播出 | 马来西亚 Astro AEC、Astro AEC HD 星期一至五 20:30 - 21:30 2017年1月30日至2月3日逢農曆新年暂停播出 | 马来西亚 Astro AEC、Astro AEC HD 星期一至五 20:30 - 21:30 2017年1月30日至2月3日逢農曆新年暂停播出 |
| ------------------------------------------------------------------------------------------------- | ------------------------------------------------------------------------------------------------- | ------------------------------------------------------------------------------------------------- |
|                                                                                                   | 絕世好工 （2016.12.27- 2017.02.14）                                                               |                                                                                                   |
| 真探 （2016.11.24- 2016.12.26）                                                                   | 來自水星的男人 （2017.02.15 - 2017.03.14）                                                        |                                                                                                   |